# Giulio Mancini
Giulio Mancini (Siena, 21 febbraio 1559 – Roma, 22 agosto 1630) è stato un medico, collezionista d'arte e scrittore italiano, archiatra di Urbano VIII.
Autore prolifico sia in campo medico che artistico-filosofico, è annoverato tra i primi esponenti di una primitiva forma di connoisseurship.

## Biografia

### Famiglia e Studi
Ultimogenito del medico Bartolomeo di Niccolò e di Camilla di Francesco Mucci, ebbe due sorelle maggiori, Lavinia (1550 – 1596) e Cinzia (nata e morta nel 1553) e un fratello, Deifebo Teodoro Fortunato (1555 – 1633), con il quale ebbe un forte legame, come testimonia la copiosa corrispondenza epistolare tra i due.
Forte dell'agiatezza economica della famiglia, conseguita anche grazie al sostegno politico in favore dei Medici, iniziò gli studi superiori a Siena nel 1576, presso i Gesuiti. È in questi anni che si avvicina, con il fratello Deifebo, al circolo del balì Ippolito Agostini, mecenate e collezionista.
Si trasferì poi a Padova nel 1579 dove frequentò i corsi di medicina, diventando allievo, tra gli altri, di Girolamo Fabrici d'Acquapendente, titolare della cattedra di Anatomia e Chirurgia, Francesco Piccolomini, filosofo aristotelico, Bernardino Paternò e Girolamo Capodivacca, rispettivamente professori di Medicina Teorica Ordinaria e Medicina Pratica Ordinaria di secondo luogo. Seguì inoltre la pratica medica di Girolamo Mercuriale, del quale curò nel 1585 l'edizione del De decoratione. Nello stesso anno Mancini completa gli studi e lascia Padova per trasferirsi a Bologna, dove assistette alle lezioni del filosofo Federico Pandasio e frequentò il naturalista e botanico Ulisse Aldrovandi; sebbene agli archivi non risulti una sua laurea, è invece documentato l'esame, superato il 1º febbraio 1587, presso lo Studio senese, con cui "fuit doctoratus" in "Artibus et Medicina".
Nel giugno del medesimo anno fu nominato medico del convento senese di Santo Spirito e gli fu conferita la docenza della neoistituita cattedra "ad anotomiam seu chirurgiam".
Praticò l'attività medica anche a Viterbo e a Roma, dove, nel 1623 fu nominato archiatra da Papa Urbano VIII.
Morì a Roma, nella residenza pontificia del Quirinale, il 22 agosto 1630; il giorno successivo furono celebrati i funerali con una imponente processione.

### Attività medica di Giulio Mancini
Gli studi di medicina intrapresi presso l'Università padovana da Mancini afferivano, così come nel resto della penisola, al cosiddetto Collegio delle Arti, il cui curriculum studiorum prevedeva cinque anni di filosofia e "chi desiderava ottenere anche la laurea in medicina doveva aver seguito altri due anni di lezioni e un anno di pratica o da solo o con qualche medico". Ciò lo avvicinò all'aristotelismo dello Studio, consolidando in lui l'inclinazione all'interpretazione naturale dei fenomeni, accompagnata da un certo scetticismo nei confronti di talune forme di devozione tipicamente popolari. In tal senso è significativo sottolineare la riesumazione, avvenuta nel maggio del 1625, del cadavere del padre generale dei Chierici regolari Ministri degli Infermi, Camillo de Lellis, morto undici anni prima: innanzi allo stupore dei presenti per il perfetto stato di conservazione del corpo, Mancini, "tratto fuori un coltello diede in quel cadavero un colpo, in uno de' fianchi e n'uscì il sangue con maraviglia di chi era presente e ne furono intinte molte mappe di lino. Onde Giulio huomo peraltro assai di proprio parere, crollando il capo, se n'andò senza dir altro".
All'atteggiamento schietto e spesso collerico egli accosta grande precisione metodologica, rapidità e precisione diagnostica, documentando consulti e terapie all'interno dei consilii, raccolte di appunti su cause e andamento delle malattie, accompagnati da bozze delle lettere spedite a pazienti e colleghi contenenti consigli terapeutici.
Nei suoi anni a Bologna intrattenne rapporti con Gaspare Tagliacozzi, attivo nel campo della rinoplastica, e frequentò il museo di Ulisse Aldrovandi, al quale manifestò, ricevendo una risposta poco entusiasta, il suo interesse per la cosmesi, in particolare per la pianta alcanna.
Dopo un periodo a Siena, in seguito al tentativo fallito di ottenere la cattedra di Medicina di secondo luogo, lasciò la cattedra di Anatomia e Chirurgia di cui era titolare e nel 1591 si trasferì a Viterbo.
Nel 1592 fu nominato medico presso l'Arcispedale di Santo Spirito in Saxia; tra il 1598 e il 1601 ricoprì l'incarico di examinator in chirurgia e offrì consulti presso i tribunali romani.
Il 9 agosto 1623 Papa Urbano VIII lo nominò suo medico personale: la stima del pontefice gli valse il conferimento di benefici ecclesiastici quali il canonicato di San Pietro e la carica di protonotario apostolico e gli permise di entrare in contatto con medici e filosofi come il linceo Giovanni Faber e il medico scozzese Henry Blackwood. Con Faber assistette inoltre nel 1624 all'autopsia di Marco Antonio de Dominis, arcivescovo di Spalato.
Nel 1629 partecipò alle riunioni della Congregazione della sanità presiedute dal cardinale Francesco Barberini in relazione alle misure da adottare contro l'avanzamento della peste.

### Collezionista d'arte e scrittore
Oltre che medico, Mancini fu scrittore e collezionista d'arte, iniziando a raccogliere disegni, dipinti e bronzetti, sia pure prevalentemente per ragioni di convenienza economica, fin dal 1606. Le sue note su alcuni artisti coevi sono una fonte importante per la nostra conoscenza del barocco e del manierismo, e di artisti come il Caravaggio, Pietro da Cortona e Nicolas Poussin.
Alla sua opera prima, Considerazioni sulla pittura, pubblicata in due volumi dall'Accademia dei Lincei tra il 1956 e il 1957, Mancini lavorò in più fasi, iniziando a raccogliere materiale già dal 1606 e rielaborandolo almeno fino al 1628. La prima parte, in una iniziale versione titolata Discorso di pittura, si presenta come un vero e proprio trattato; nella seconda, sulla scia de Le Vite del Vasari, sono raccolte alcune delle biografie di artisti a lui contemporanei; la terza ha invece l'intento didascalico di insegnare a distinguere le opere originali dalle copie, ad allestire una quadreria, a conservare e restaurare i dipinti, e a distinguerne le diverse scuole di pittura: senese, romana, bolognese.
Tra il 1623 e il 1624, compose il Viaggio per Roma per vedere le pitture che si ritrovano in essa, pubblicato postumo nel 1923, nel quale confluisce una parte del materiale delle Considerazioni. Il Viaggio per Roma può essere considerato una sorta di guida in senso moderno, diversa dalla tradizione più antica rappresentata dai Mirabilia medievali. Nell'opera c'è attenzione anche per l'arte paleocristiana.
I suoi trattati in materia artistica si presentano come profondamente innovativi, coniugando la canonica successione di biografie d'artista a una più generale teorizzazione sulle relative scuole di pittura, accompagnate da consigli pratici per l'acquisto e il collezionismo delle opere, destinati a un pubblico più ampio di quello esclusivamente aristocratico. In questo senso, Mancini è da considerarsi uno degli iniziatori di una connoisseurship ante litteram, che raggiungerà il suo culmine con l'espansione del mercato artistico settecentesco.

## Scritti principali
- Consilii vari et medicamenti, 1587[15].
- Breve ragguaglio delle cose di Siena, 1615[21].
- Del parlar cortigiano, ante 1617[22].
- Praticae medicae, 1617 – 1619.
- Considerazioni sulla pittura, 1619 – 1628.
- Della origin e nobiltà del ballo, 1620[23].
- Viaggio per Roma per vedere le pitture che si ritrovano in essa, 1624.
- De salubritate aëris et de aedificatione Seminarii, datazione ignota[24].